# Mangrove-boomkrab
De Mangrove-boomkrab (Aratus pisonii) is een krabbensoort uit de familie van de Sesarmidae. De wetenschappelijke naam van de soort werd in 1837 voor het eerst geldig gepubliceerd door Henri Milne-Edwards.
De soortnaam pisonii was gegeven als eerbewijs van Willem Piso die samen met Marcgrave deze krab voor het eerst beschreef, na zijn reis naar Brazilië. Zijn beschrijving is echter verwarrend en Piso heeft waarschijnlijk deze krab met Goniopsis cruentata verward.
De krab komt voor in de mangroven vanaf Florida via de Caribische kust en de Guiana's tot Brazilië, op de kusten van de Caribische eilanden en op de kust van de Stille Oceaan vanaf Nicaragua tot Peru.
De krab wordt meestal samengezien met de rode mangrove, maar ze worden ook in de zwarte, de witte mangrove en de theemangrove Pelliceria rhizophorae waargenomen.  De krab is een trekdier in vertikale richting. Bij vloed klimt hij de mangrove in en bij eb kan hij de drooggevallen modder weer bezoeken. Soms duikt hij even het water in om zijn kieuwen nat te houden.